# Aurore Favre
Aurore Favre (26 de marzo de 1999) es una deportista suiza que compite en esgrima, especialista en la modalidad de espada. Sus hermanos Hadrien y Angeline compiten en el mismo deporte.
Ganó una medalla de plata en el Campeonato Europeo de Esgrima de 2025, en la prueba por equipos.

## Palmarés internacional
| Campeonato Europeo | Campeonato Europeo | Campeonato Europeo | Campeonato Europeo |
| Año                | Lugar              | Medalla            | Prueba             |
| ------------------ | ------------------ | ------------------ | ------------------ |
| 2025               | Génova (Italia)    | Medalla de plata   | Espada por equipos |